# Ramea
Ramea est une municipalité (en:Town) de Terre-Neuve-et-Labrador au Canada.  Elle est située dans un archipel dont l'île principale atteint 12,50 km², situé à 6 km au sud de la côte sud de Terre-Neuve, à 20 km de Burgeo.
Un navire assure la traversée vers Burgeo deux fois par jour, ainsi que vers Gray River, à l'est.
L'environnement de l'île est très attrayant et possède une faune et une flore très riches.
La communauté, installée à l'origine au début du XIXe siècle pour sa proximité avec de riches zones de pêche et des mouillages sécurisés, était autrefois un village de pêcheurs florissant. La ville de Ramea a été constituée en 1951. Elle doit probablement son nom à Le Ramée, une rue de Saint Peter Port, la capitale de Guernesey.
De 1949 à 1970, la femme d’affaires Marie Penny était propriétaire et exploitante de John Penny & Sons, l’une des plus grandes entreprises de transformation du poisson surgelées à Terre-Neuve au cours du XXe siècle. Depuis le moratoire de la morue de 1992, la communauté isolée a eu du mal à survivre, ayant diminué d'environ 50 % de sa population maximale de 1 120 habitants dans les années 1970.
|  |

## Démographie
| 2001 | 2006 | 2011 | 2016 |
| ---- | ---- | ---- | ---- |
| 754  | 618  | 526  | 447  |